# Сакликент

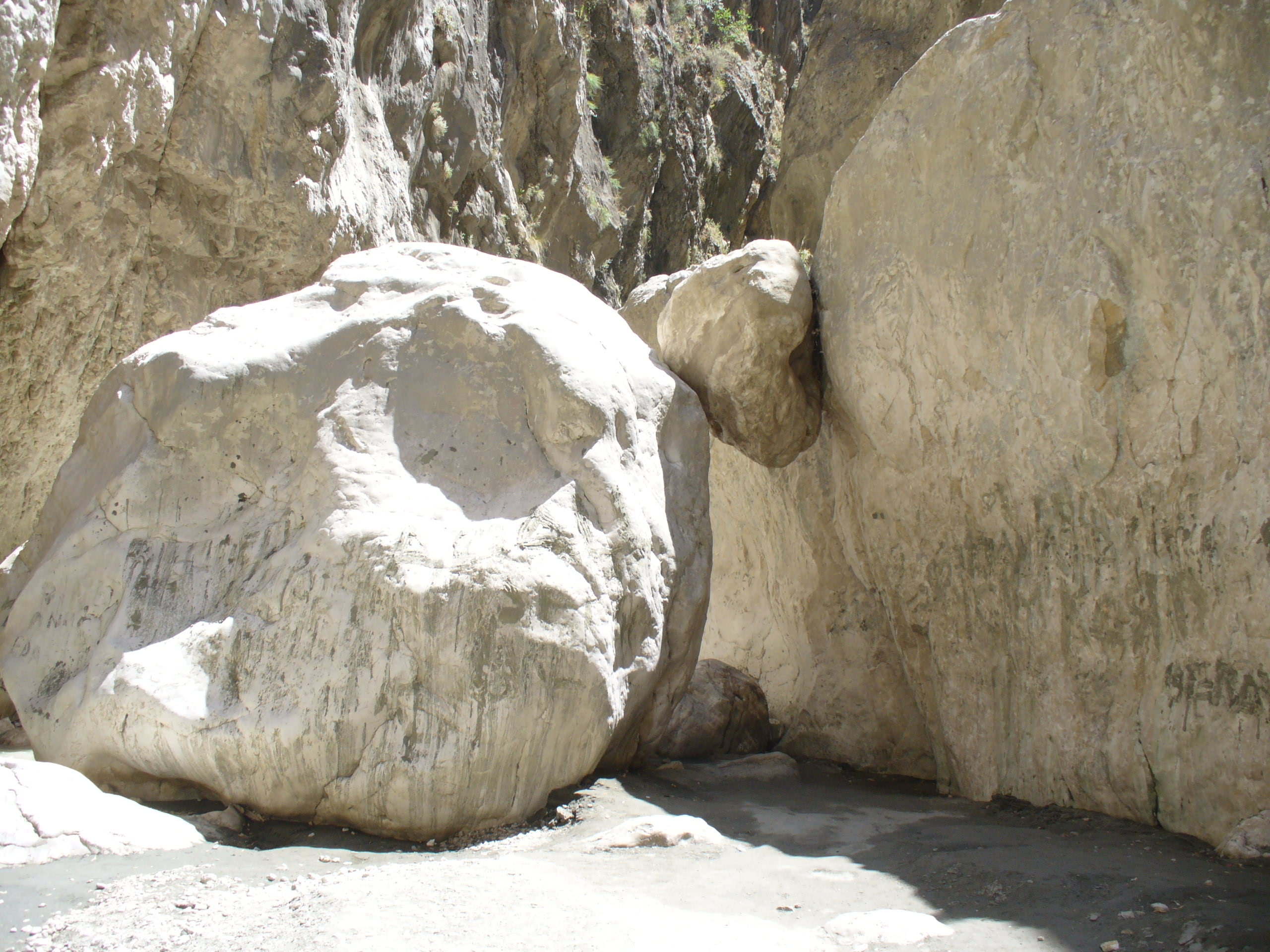
Вид з каньйону

Національний парк Сакликент (тур. Saklikent Milli Parki, англ. Saklikent National Park) розташований у провінції Мугла, за 50 км від міста Фетхіє (Туреччина). З півдня сюди можна добратися по трасі Паламут, що перетинається з дорогою Калкан-Єшілова, а з півночі по трасі Фетхіє-Кемер. Включає каньйон Сакликент, завглибшки близько 1000 метрів та яким протікає річка Ешен, відрізняється дикою природною красою.
Каньйон Сакликент визнаний найдовшим і найглибшим каньйоном Туреччини та другим за величиною каньйоном у Європі. Його довжина становить 18 кілометрів, а глибина на різних ділянках сягає до 1000 метрів. На всьому своєму шляху має природної краси круті чарівні скелі, кілька мальовничих водоспадів і 16 печер. Різниця висот між входом до ущелини і виходом з неї становить 720 метрів.
Національний парк Сакликент був заснований у 1996 році. Це дика природа Туреччини та унікальний центр туризму для любителів трекінгу, альпінізму і пікніків. Його площа становить 12 390 гектарів, а саме слово «Сакликент» перекладається з турецької як «приховане місто».
Лише якихось півстоліття тому, можливо трохи більше, якийсь недбайливий вівчар втратив на випасі овець. Сіромаха злякався, у пошуках забрів дуже далеко — туди, де ніхто ще не був, і наткнувся на щось, що змусило його забути про бідних овечок. «Сакликент! Я знайшов Сакликент!» — закричав він, прибігши у своє селище. Сакликент — заховане місто. Ще його називають невидимим, але частіше  — втраченим. Ось таку нехитру історію розповідають місцеві гіди.
Каньйон Сакликент просто вражає своєю незайманою красою. Навколо нього ростуть ліси з червоної сосни, а по його території просто з немислимою швидкістю рухається ріка, яка навіть влітку залишається холодною як лід. Високі скелі каньйону майже не пропускають сюди сонячне світло.
При таких природних та погодних умовах, та ще й проти течії річки, відвідувачам парку пропонується здійснити пішу захопливу екскурсію по каньйону. Найвідважніших, хто збирається дійти до кінця каньйону, просять мати спеціальне спорядження.
Екскурсія проходить частково вбрід по струмку, частково дерев'яними містками. Але головне — це величезні скелі, що височіють над туристами, кілька мальовничих водоспадів, і знову скелі, скелі, скелі. По дорозі можна прийняти грязьову ванну, а також підкріпитися в одному з численних кафе прямо над струмком.
І взимку, і влітку річка тече з таким напором, що рухатися проти течії просто неможливо. Над річкою побудовані дерев'яні містки, що спираються на стіни каньйону. Ви рухаєтеся по одному з них до того місця, де річка з шумом б'є між скель. Можете поспостерігати за цією бурхливою стихією, присівши за столик у ресторані, побудованому навпроти, і замовивши традиційні гозлеме та айран. Для того, щоб продовжити шлях углиб каньйону, необхідно подолати холодні як лід води річки. Через те, що дно річки рясніє гострими каменями, не забудьте захопити тканинні або гумові капці. Якщо у вас немає подібного спорядження, не турбуйтеся, вас виручить безмежний туристичний сервіс. Прямо напроти входу в каньйон є магазинчик, що продає пластикове взуття.
У лісі, розташованому навколо каньйону, ростуть чагарники та сосни. Трохи вище розташоване пасовище Актар, що привертає увагу цибулевими лугами. Анталія знаменита своїми пасовищами. Влітку більшість місцевих жителів переселяються на пасовища. Лижний курорт Сакликєнт — один з важливих центрів.
Поруч знаходиться «Якапарк» — розплідник з вирощування форелі, дуже гарний парк з безліччю вигадливих водоспадів, квітучими алеями, старими розлогими деревами й водоймами. Тут можна вибрати форель та приготувати на замовлення. Страву подають до столу в маленькому затишному ресторанчику, його кругла барна стійка — улюблена розвага туристів. Річ у тому, що в ній також плаває риба. «Ручна» — кажуть турки та пропонують гостям погладити своїх вихованців.